# Pentzia monodiana
Espèce
Pentzia monodiana est une espèce de plantes à fleurs du genre Pentzia et de la famille des Astéracées.
Elle est protégée en Algérie.
Thunberg a dédié le genre à Hendrik Christian Pentz, 1738–1803, herboriste suédois.
Maire a nommé l'espèce en référence à Théodore Monod.

## Description générale
La description ci-dessous est extraite de Ozenda, 2004, p.438.
- Port général : herbe de 20-35 cm, à tiges très rameuses et un peu ligneuses à la base
- Appareil végétatif : rameaux dressés blanchâtres, velus, ciliés et couverts de poils appliqués. Feuilles également couvertes de poils appliqués, sessiles, auriculées à la base, les moyennes profondément divisées.
- Appareil reproducteur : capitules petits, de 5-8 mm, isolés au sommet des rameaux, à fleurs toutes tubuleuses jaune d'or ou un peu brunâtres.

## Écologie
Cette plante pousse dans les montagnes du Sahara central et méridional : Tassili n'Ajjer, Tibesti, Hoggar, dans l'étage supérieur où elle constitue des peuplements importants. Dans le Hoggar, elle pousse dans les dépressions du plateau rocailleux basaltique, au-dessus des mares d'Imarera.